# Плавучий док

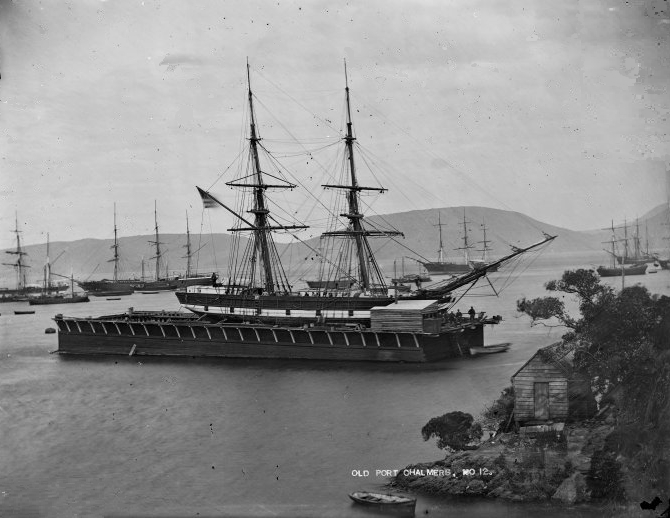
Американський бриг у плавучому доку, 1870-ті роки

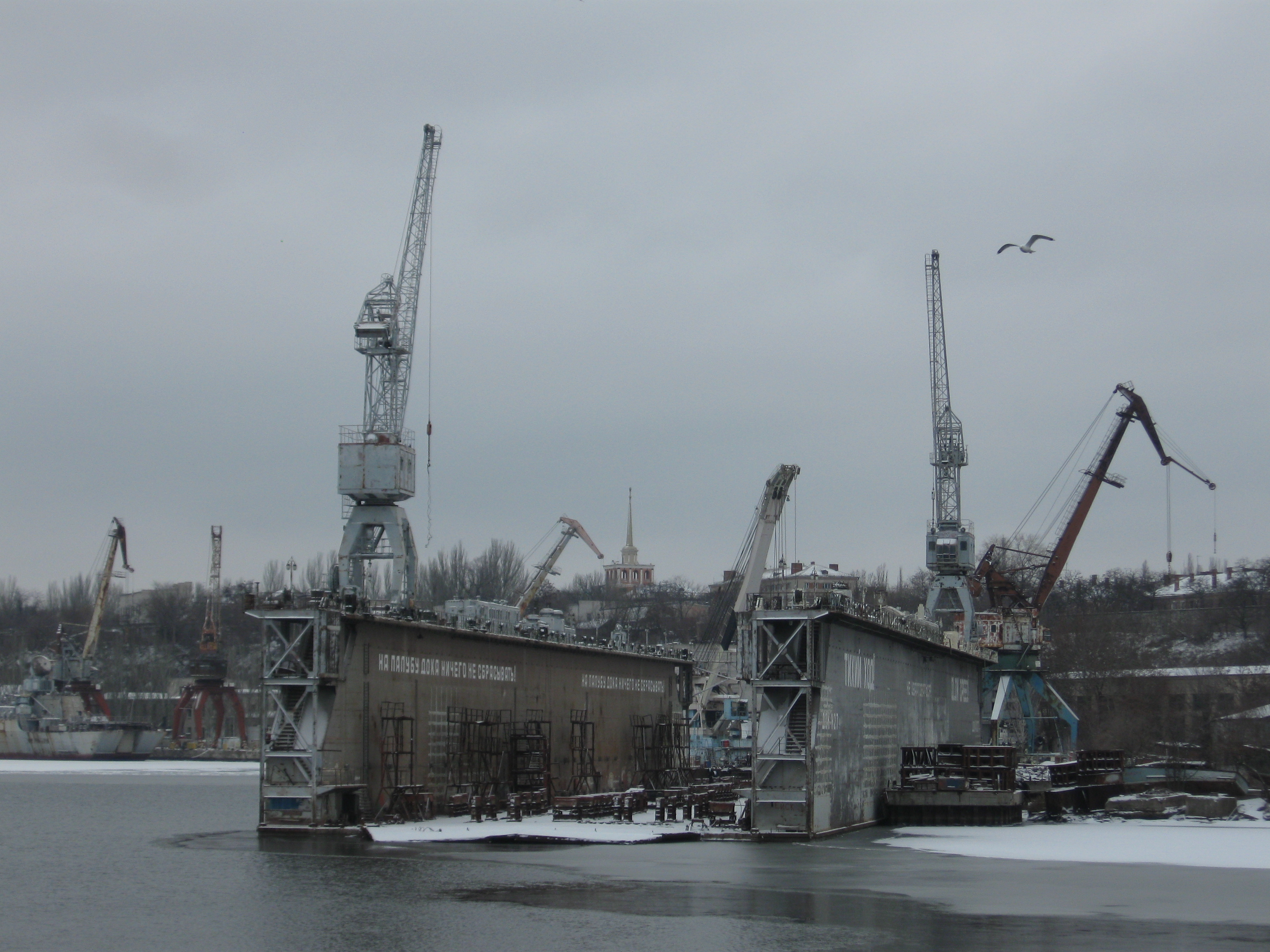
Плавучий док на Інгулі, в Миколаєві (Миколаївський суднобудівний завод)

Плавучий док (скор. плавдок) — судно технічного флоту, призначене для підйому з води та подальшого спуску на воду іншого судна для ремонту або транспортування.
Плавучий док може бути самохідним (якщо здатний пересуватися по водній поверхні без допомоги буксира) або несамохідним. Плавучий док зазвичай має вигляд прямокутного горизонтального понтона з однією, двома або трьома вертикальними порожнистими стінками, які утворюють конструкцію, що за формою нагадує жолоб.
Підйом та спуск завантаженого в док судна виконується системою насосів та клапанів шляхом прийому та відкачування води з баластних цистерн, розташованих усередині понтона і стінок. Цей процес ще називається докування.

## Конструкція
Плавучий док складається з понтона, який розділений поздовжніми і поперечними перегородками на баластні відсіки. У понтоні розташовуються баластні насоси. При прийомі (відкачці) забортної води в ці відсіки понтон занурюється (виринає з води). Для забезпечення остійності понтона в підводному положенні вздовж довгої сторони понтона розташовуються водовміщуючі (тобто об'ємні) надбудови такої висоти, що при зануренні понтона верхня частина надбудов залишається над водою і забезпечує плавучість дока. На палубі понтона — стапель-палубі — обладнуються докові опорні пристрої (ДОП) для установки судна, верхня поверхня яких відповідає обводам судна. Після занурення плавучого доку в воду на достатню глибину док за допомогою швартовних та спеціальних пристроїв, що знаходяться на верхній палубі дока — топ-палубі приймає інше судно, яке вводиться між надбудовами дока і встановлюється на ДОП.
При відкачуванні води з баластових відсіків плавучий док починає спливати, при цьому відбувається постановка днища судна, яке стає в док, на ДОП. Надлишкова плавучість системи док-судно, одержувана за рахунок відкачування води з баластових відсіків дока, дозволяє досягти становища, при якому повністю осушуються підводна частина судна і стапель-палуба.